# Refused
Refused är ett svenskt hardcoreband från Umeå. Bandet existerade först 1992–1998 men återförenades 2012.
År 2024 valdes de in i Swedish Music Hall of Fame.

## Historia
Bandet bildades i Umeå i januari 1992 med Dennis Lyxzén, David Sandström, Henrik Jansson, Pär Jaktholm och Jonas Lidgren som medlemmar. De blev omtalade för sina revolutionära texter som främst handlade om marxism, djurrätt och så kallat straight edge, ett liv fritt från alkohol och andra droger. 
De släppte sin första demo Refused 1992, som följdes av ytterligare en demo, Operation Headfirst, släppt samma år. 1993 utkom bandets debut-EP, This Is the New Deal.

### 1994–1995
Refused släppte debutalbumet This Just Might Be... the Truth 1994. Skivan utgavs av Startrec i Sverige och We Bite i USA och innehöll totalt tolv låtar. Allmusic.com gav betyget 4/5 och skrev att albumet etablerade Refused som ett formidabelt, om inte ledande, hardcore-band i 1990-talets hardcore-scen. I anslutning till albumet släpptes EP-skivan Pump the Brakes, vilken innehöll två låtar från albumet samt två tidigare outgivna spår.
Lite senare samma år utkom EP:n Everlasting. Skivan gavs ut av Startrec i Sverige, We Bite i Tyskland samt av Equal Vision Records i USA. Everlasting innehöll sju låtar och utmärktes av ett mer utpräglat metalsound än tidigare alster. De politiska texterna var dock lika närvarande som tidigare. Allmusics recensent Vincent Jeffries gav betyget 3/5 och menade att vissa av låtarna var jämförbara med den, som han såg det, bästa amerikanska hardcoremusiken. Titelspåret "Everlasting" fanns även med på Desperate Fight Records-samlingen Straight Edge as Fuck I.
Refused grammisnominerades i kategorin "Årets hårdrock" 1995. Samma år medverkade bandet på flera samlingsskivor, däribland Prince-covern "Let's Go Crazy" på samlingen Purple Pain (Dolores Recordings), med "Cheap" på Straight Edge as Fuck II (Desperate Fight Records) och "Hate Breeds Hate" på Cheap Shots Vol. 1 (Burning Heart Records). Den sistnämnda var en låt tagen från debut-EP:n This Is the New Deal. En split-EP tillsammans med Randy, Refused Loves Randy, utgavs också, där de två banden tolkade varandras låtar. Skivan utgavs av Startrec.

### Songs to Fan the Flames of Discontent
Refuseds andra fullängdare Songs to Fan the Flames of Discontent utgavs i juni 1996, i Sverige av Startrec och i USA av Victory Records. Skivan utmärks av ett mer metalinspirerat sound än dess föregångare. Allmusics recensent menade att skivan i vissa låtar ligger nära death metal.
Senare samma år släpptes EP-skivan Rather Be Dead på Startrec. Skivan innehåller en låt från Songs to Fan the Flames of Discontent ("Rather Be Dead"), samt fyra tidigare outgivna låtar. Bland dessa återfinns låten "Jag äter inte mina vänner", en låt skriven av Thomas Di Leva och framförd tillsammans med Refused samt The Prodigy-covern "Voodoo People". Samma år bidrog Refused även med en cover på The Misfits-låten "Bullet" till hyllningsskivan Children in Heat (Hellbound Heart Recordings).

### The Shape of Punk to Come
Den 9 februari 1998 släpptes Refuseds tredje studioalbum, The Shape of Punk to Come. Skivan markerade en tydlig förändring i bandets musikaliska inriktning, där bandets tidigare hardcore- och metalsound nu sammanförts med andra musikstilar som jazz, electronica, pop och rock. Bandets sångare kommenterade albumet på följande vis "Vi har valt att intellektualisera vår musik så mycket det bara går. På rent teoretisk basis har vi suttit och planerat fram de bästa låtarna. Jobbat utifrån teorier istället för riff". Gitarristen Jon Brännström beskrev skivan som "Refused möter The Prodigy".
Skivan släpptes av Burning Heart Records i Europa och av Epitaph Records i USA. Den hyllades av kritikerna när den kom ut. Tidningen Terrorizer gav skivan högsta betyg (5/5) och Allmusic.com 4,5/5. I Sverige gav Dagensskiva.com betyget 8/10 och beskrev albumet som "en skiva som var så långt ifrån punk att den blev sjukt mycket punk." The Shape of Punk to Come hamnade på en trettonde plats på tidningen Kerrang!s lista över de femtio mest inflytelserika albumen genom tiderna.

### Uppbrottet
Hösten 1998 befann sig Refused på USA-turné. Den 6 oktober spelade de i Harrisonburg, Virginia och fyra låtar in i konserten stormade polisen lokalen. Uppretade grannar hade tidigare under kvällen tillkallat polis flera gånger då de upplevde konserten som störande. När Refused börjat spela fick polisen nog av arrangörernas brutna löften om att avbryta tillställningen och beslutade att upplösa den. När Refused började spela låten "Rather Be Dead" dök polismännen upp i lokalen och precis när Lyxzén skulle börja sjunga refrängen drogs kontakterna till förstärkarna ut. Bandet tvingades lämna scenen medan publiken skrek "rather be alive" (textutdrag ur låten "Rather Be Dead"), vilket man fortsatte med under en dryg halvtimme efter det att strömmen hade brutits.
En vecka efter den avbrutna konserten i Harrisonburg skickades ett pressmeddelande kallat Refused Are Fucking Dead ut till den svenska pressen där bandet förklarade att de hade upplösts. I detta krävde medlemmarna att pressen skulle bränna alla kort på bandet för att de skulle "slippa bli torterade med minnen av en svunnen tid". Meddelandet avslutades med orden "Refused är döda - länge leve Refused". Bandet svor även att aldrig mer spela tillsammans. I pressmeddelandet står även att bandet upplösts redan den 26 september 1998 i Atlanta, Georgia, men att spelningen i Harrisonburg var ett sista försök att "bryta den linjära tidslinje som det moderna produktionssättet påtvingat oss".
I en intervju sade gitarristen Kristofer Steen att bandets andra gitarrist Jon Brännström efter Atlanta-spelningen sagt att han inte kunde hantera turnerandet längre och att bandet därefter haft ett stort gräl. Vissa menar att uppbrottet berodde på en konflikt mellan Lyxzén och resten av bandet.

### Eftermäle
2011 spelade det amerikanska thrash metal-bandet Anthrax in Refuseds största hit "New Noise" till sitt studioalbum Worship Music.
Umeå kommuns kulturhuvudstadsutskott lät återkomponera musik från The Shape of Punk to Come som en del av Kulturhuvudstadsåret 2014.
Bandets ena gitarrist Kristofer Steen är nu regissör och gjorde dokumentären Refused Are Fucking Dead där man får följa bandet under deras sista turné. Dokumentären släpptes 2006 på DVD på Burning Heart Records.
Dennis Lyxzén och David Sandström spelade tillsammans i hardcorebandet AC4 från 2008 fram till och med 2011 då Sandström fick sparken.

### Återförening
2012 återförenades Refused tillfälligt. Via den officiella hemsidan meddelades speltillfällen, däribland Coachella Music & Arts Festival 13 och 20 april, samt Way Out West 9–11 augusti. Lyxzén kallade det själv inte för en återförening och lät meddela att han snart skulle återgå till sina andra projekt AC4 och Invasionen.
Den 29 februari 2012 gjorde bandet en spelning på Scharinska i Umeå, vilket utgjorde starten på deras återföreningsturné.
Till slut blev det en världsturné med 84 konserter, däribland Rock am Ring, Ruisrock, Roskilde Festival, Groezrock, Download Festival, Rock for People, Primavera Sound, Hellfest, Fuji Rock Festival, Øyafestivalen och Pukkelpop. Bandets framträdanden hyllades av bland annat kollegan Duff McKagan. De sista spelningarna ägde rum i Umeå, först en officiell avslutning 15 december, följt av ytterligare en hemlig spelning inför 300 inbjudna vänner tidigt på morgonen 16 december.
Refused belönades efter turnén med Manifestgalans pris för Årets live. Den 22 februari 2013 fick bandet ta emot Regeringens hederspris för musikexport. Under tacktalet kallade de regeringens politik för fientlig för kulturarbetare och sade Det är ganska fräckt egentligen att dela ut ett pris till något de håller på att slå sönder. Mottagandet av priset orsakade viss kritik både inom bandet och från en riksdagsledamot.
Sedan 2015 ingår förre Nymphet Noodlers- och The Soundtrack of Our Lives-gitarristen Mattias Bärjed i livesättningen.
År 2015 gav Refused ut albumet Freedom, bandets fjärde album och det första albumet efter återföreningen, och 2019 släppte bandet ett femte album, War Music.

### Servants of Death,Cyberpunk 2077ochWar Music(2018–)
I maj 2018 släppte bandet EP:n "Servants of Death" som innehöll en ny låt, en b-sida och fyra live-låtar. Den släpptes ursprungligen på vinyl 2016 som en del av Record Store Day.
Den 2:a juni 2019, meddelades ett samarbete mellan Refused och spelföretaget CD Projekt Red. Refused skulle skriva och spela in originalmusik till Cyberpunk 2077. Refuseds musik skapades till punkrock-gruppen SAMURAI som är ett fiktivt band i spelet. Bandets huvudsångare Johnny Silverhand är spelas av skådespelaren Keanu Reeves, med Lyxzéns röst på musik-spåret. Tillkännagivandet gjordes tillsammans med lanseringen av första singeln Chippin' In på streaming-tjänster. 23 augusti 2019, kom en ny låt som kallades för Never Fade Away kom ut och totalt blev det sex SAMURAI-låtar i spelet. 
Den 2 augusti 2019 släppte bandet "Blood Red" från sitt kommande album ''War Music''.
Malignant Fire EP släpptes den 20 november 2020.
Refused valdes in i Swedish Music Hall of Fame 2024. Motiveringen, som bland annat omnämnde att Refused pressat gränserna för vad hardcore kan vara med elektroniska inslag, jazz och improvisation, menade att bandets experiment satt en ny standard för vad hardcore kan vara, både musikaliskt och konceptuellt. Vidare i motiveringen nämndes "Med kompromisslös attityd, djärva experiment och politiskt engagemang har Refused inte bara format hardcoregenrens ljud, utan också dess kulturella och ideologiska landskap. Bandets förmåga att utmana normer och att ständigt utvecklas har gjort dem till ett globalt fenomen och en oumbärlig del av punk- och hardcorerockens historia."

## Medlemmar

### Nuvarande medlemmar
- Dennis Lyxzén, sång (1992–1998, 2012–)
- David Sandström, trummor (1992–1998, 2012–)
- Magnus Flagge, bas (1992–1995, 2012–)
- Kristofer Steen, gitarr, bas (1992–1998, 2012–2020)
- Mattias Bärjed, gitarr (2015–)

### Tidigare medlemmar
- Jon Brännström, gitarr (1996–1998, 2012)
- Jonas Lindgren, bas (1992)
- Jesper Sundberg, bas (1994)
- Jonas Eriksson, bas (1996–1997)
- Magnus Höggren, bas (1996–1997)
- Ulf Nyberg, bas (1997–1998)
- Henrik Jansson, gitarr (1992)
- Pär Hansson, gitarr (1992–1994)

## Diskografi

### Studioalbum
- 1994 – This Just Might Be the Truth
- 1996 – Songs to Fan the Flames of Discontent
- 1998 – The Shape of Punk to Come
- 2015 – Freedom
- 2019 – War Music

### EP
- 1993 – This Is the New Deal
- 1994 – Pump the Brakes
- 1994 – Everlasting
- 1995 – Refused Loves Randy (Split-EP med Randy)
- 1996 – Rather Be Dead
- 1998 – The New Noise Theology
- 2016 – Servants of Death
- 2020 – Not Fit for Broadcast - Live at the BBC
- 2020 – The Malignant Fire EP

### Samlingsskivor
- 1997 – The Demo Compilation
- 1997 – The EP Compilation

### Demor
- 1992 – Refused
- 1992 – Operation Headfirst

## Relaterade grupper
- Step Forward
- TEXT
- AC4
- The (International) Noise Conspiracy
- The Lost Patrol
- David Sandström Overdrive
- Faith Sounds of Shoveled Earth
- 93 Million Miles
- Jon F Kennedy
- Abhinanda
- Purusam
- The Facer
- Final Exit
- Stars of the Silverscreen